# Саша Импрић
Саша Импрић (Загреб, 9. јануар 1986) је хрватски пливач, који плива у свим дисциплинама мешовитог стила.
Од 1992. године, члан је загребачког ХАПК Младост. Вишеструки је рекордер Хрватске за млађе јуниоре и јуниоре у дисциплинама леђно, мешовито и у штафети. У сениорској конкуренцији држи државне рекорде на 200 метара мешовито и у штафети 4 х 100 метара мешовито.
Учествовао је на свим значајнијим такмичењиима у пливању. Био је учесник Олимпијских игара 2004. у Атини и 2008. у Пекингу.
Навећи успех у досадашњој пливачкој каријери остварио је на Европском првенству у пливању (КБ) 2007. у Дербрецину у Мађарској када је освојио друго место и сребрну медаљу.